# Thottea dependens
Thottea dependens (Planch.) Klotzsch – gatunek rośliny z rodziny kokornakowatych (Aristolochiaceae Juss.). Występuje naturalnie w Malezji. 

## Morfologia
PokrójZimozielony półkrzew dorastający do 2,5 m wysokości.
LiścieMają odwrotnie jajowaty lub eliptyczny kształt. Mierzą 12–29 cm długości oraz 5–15 cm szerokości. Blaszka liściowa jest całobrzega, o klinowej nasadzie i spiczastym wierzchołku. Ogonek liściowy jest nagi i dorasta do 5–10 mm długości.
KwiatyZebrane są w pęczki o długości 4–7 cm, rozwijają się bezpośrednio na pniach i gałęziach (kaulifloria). Okwiat ma dzwonkowaty kształt i żółtawą barwę, dorasta do 25 mm średnicy. Listków okwiatu jest 6, mają niemal okrągły kształt.
OwoceCzworoboczne torebki o długości 5–10 cm, są owłosione.

## Biologia i ekologia
Rośnie w wiecznie zielonych lasach. Występuje na wysokości do 500 m n.p.m.